# Sahapur
Sahapur é uma vila no distrito de Haora, no estado indiano de Bengala Ocidental.

## Geografia
Sahapur está localizada a 22° 31′ N, 88° 10′ L. Tem uma altitude média de 6 metros (19 pés).

## Demografia
Segundo o censo de 2001, Sahapur tinha uma população de 7533 habitantes. Os indivíduos do sexo masculino constituem 51% da população e os do sexo feminino 49%. Sahapur tem uma taxa de literacia de 66%, superior à média nacional de 59,5%: a literacia no sexo masculino é de 72% e no sexo feminino é de 60%. Em Sahapur, 14% da população está abaixo dos 6 anos de idade.